# Cercomacra brasiliana
A Cercomacra brasiliana a madarak osztályának verébalakúak (Passeriformes) rendjébe és a hangyászmadárfélék (Thamnophilidae) családjába tartozó faj.

## Rendszerezése
A fajt Carl Edward Hellmayr osztrák ornitológus írta le 1905-ben.

## Előfordulása
Brazília délkeleti részén honos. Természetes élőhelyei a szubtrópusi vagy trópusi száraz erdők és nedves cserjések. Állandó, nem vonuló faj.

## Megjelenése
Testhossza 14 centiméter.

## Életmódja
Rovarokkal táplálkozik, de valószínűleg pókokat is fogyaszt.

## Természetvédelmi helyzete
Az elterjedési területe nem nagy és csökken, egyedszáma 20 000 alatti és csökken. A Természetvédelmi Világszövetség Vörös listáján mérsékelten fenyegetett fajként szerepel.